# Mraźnica (pasterstwo)
Mraźnica (czasem w l. mn. mraźnice) – miejsce w górach, w którym zimowały i kociły się owce. Słowo z kręgu gwar góralskich polskich Karpat. Jan A. Karłowicz w „Słowniku gwar polskich” (1900-11) podaje przy haśle „mraźnica” notowanym na Podhalu (za „Słownikiem gwary podhalskiej” Bronisława Dembowskiego): ...w hálach a[lbo]. w leśnych pastwiskach zagroda dla bydła, koni a[lbo]. owiec, zrobiona z całych smreków, nie okrzesanych z gałęzi. Uznawane jest za pożyczkę z języka słowackiego (słow. mráz = mróz) lub lokalnie (na Śląsku Cieszyńskim) być może z języka czeskiego (czes. mráz = mróz).
Instytucja maźnic powstała w okresie, kiedy grupy pasterzy wałaskich (wołoskich) zaprzestawały ciągłych wędrówek ze swymi stadami owiec i kóz i były zmuszane przez właścicieli ziemskich do osiedlenia się na stałe (osadnictwo wołoskie). W ówczesnych zabudowaniach wiejskich nie było miejsca do zimowania wielkich stad, liczących nieraz po kilkaset sztuk, nie było ich tam również czym żywić. W tej sytuacji właściciel stada wyszukiwał niezbyt wysoko w górach w miarę zaciszne miejsce, najchętniej w młodszym, gęstym lesie iglastym, które ogradzał powalonymi świerkami, nieokrzesanymi z gałęzi. Ogrodzenie takie „uszczelniano” w miarę możliwości grubszymi gałęziami lub murkami układanymi z kamieni, głównie w celu zapobiegania rozpierzchnięciu się dobytku, po części również dla ochrony przed drapieżnikami. Wewnątrz stawiano czasem prowizoryczne daszki lub wiaty dla lepszej ochrony stada przed opadami, później również prymitywne szopy. Owce trafiały do mraźnicy wówczas, gdy już śnieg uniemożliwiał dalsze pasienie ich w lesie. Pozostawały tam całą zimę, dokarmiane przez dochodzącego (czasem i zimującego ze stadem) pasterza cetyną – młodymi jodełkami i gałązkami jodłowymi, ścinanymi z drzew w całej okolicy, a także suchymi pędami malin, suszonymi latem młodymi gałązkami brzozowymi lub bukowymi itp.
Mraźnice organizowano co roku w innych miejscach, gdyż teren, na którym całą zimę przebywało stado, zostawał całkowicie zniszczony. Po roślinności pozostawała jedynie goła, zwykle ogryziona z kory drągowina. Na terenie mraźnicy dochodziło do zupełnej dewastacji wierzchniej warstwy gleby, tratowanej racicami zwierząt, co prowadziło do utraty jej własności absorbcji i gromadzenia wody oraz własności ochronnych w stosunku do podłoża. Skutkowało to niczym nie hamowanym odpływem wody i zwiększoną erozją. Jednocześnie podłoże, na które trafiały duże ilości odchodów zwierzęcych, akumulowało wielkie ilości związków azotu.
Ogołocone z drzew, zniszczone miejsce w lesie przez długi czas odcinało się od otoczenia, przypominając rolę, jaką pełniło. Teren, po obumarciu i wycięciu drzew dobrze naświetlony, zarastał najpierw nitrofilnymi gatunkami roślin zielnych: pokrzywą, szczawiem alpejskim i bylicą pospolitą, a w niższych położeniach pojawiał się także łopian większy, szczaw zwyczajny, ostrożeń polny i przytulia czepna. Z czasem, w miarę absorbowania lub wypłukiwania z podłoża nadmiaru związków azotu, na teren wkraczały krzewy: bez koralowy i czarny, a w końcu młody las. Czasami miejsca takie, kiedy jeszcze nie wkroczyła na nie sukcesja leśna, zamieniane były na polany, wykorzystywane jako łąki kośne. Na miejscu innych powstawały osiedla ludzkie.
W miarę rozwoju wsi i „wyrabiania” przez górali wspomnianych polan, a jednocześnie w ślad za systematycznym spadkiem liczby wypasanych owiec, zanikała instytucja mraźnic. Na polanach tych, zwykle niezbyt odległych od domostw, budowano solidne szopy (zimarki, pajty), w których zimowały owce. Karmione były przez dochodzących codziennie gospodarzy sianem, zgromadzonym latem i przechowywanym na stryszku budynku. Ludomir Sawicki, prowadzący krótko przed I wojną światową rozległe badania dotyczące szałaśnictwa na Wołoszczyźnie Morawskiej oraz w górach Śląska Cieszyńskiego i Żywiecczyzny, w swych sprawozdaniach w ogóle nie wspomniał już o tradycji mraźnic.
Również pierwotne znaczenie apelatywu ginie. Już w połowie XX w. było ono nieznane w wielu środowiskach, w których żywe były jeszcze tradycje pasterskie (pasterstwo owiec). Badania terenowe, prowadzone przez Wandę Herniczek-Morozową w pierwszej połowie lat 60., potwierdziły jego obecność jedynie lokalnie w Beskidzie Śląskim (Brenna), na Spiszu (Łapsze Niżne) i w Gorcach (Ochotnica Dolna). Nieznajomość określenia jest na tyle duża, że nawet Z. i W. H. Paryscy w „Wielkiej Encyklopedii Tatrzańskiej” podają (nie bacząc na źródłosłów): „mraźnica. W gwarze podh[alańskiej]. jest to strąga zbudowana nie z przenośnego płotu (jak to zwykle bywa), lecz z kamiennego murku, gałęzi itd.”. Przy czym „strąga” według tejże „Encyklopedii” - to „ogrodzenie przenośne lub stałe, w którym gromadzi się owce do dojenia”.
Współcześnie „mraźnica” obecna jest w Karpatach (nie tylko polskich) jako nazwa terenowa – w większości dotyczy zapewne polan lub osiedli sytuowanych w miejscach, na których rzeczywiście kiedyś lokowane były takie mraźnice dla owiec. W niektórych przypadkach nazwa została jednak błędnie przeniesiona na inne obiekty topograficzne (szczyt, potok itp.).